# Santiago Tlacotepec
Santiago Tlacotepec är en ort i Mexiko.   Den ligger i kommunen Toluca och delstaten Mexiko, i den sydöstra delen av landet, 60 km väster om huvudstaden Mexico City. Santiago Tlacotepec ligger 2 833 meter över havet och antalet invånare är 14 364.
Terrängen runt Santiago Tlacotepec är kuperad åt sydväst, men åt nordost är den platt. Runt Santiago Tlacotepec är det mycket tätbefolkat, med 2 028 invånare per kvadratkilometer. Närmaste större samhälle är Toluca, 7,0 km norr om Santiago Tlacotepec. I omgivningarna runt Santiago Tlacotepec växer huvudsakligen savannskog.